# 4X2=8
4X2=8 es el séptimo álbum de estudio del cantante surcoreano PSY. El disco fue lanzado digitalmente el 10 de mayo de 2017 por YG Entertainment.
Este fue el último lanzamiento de PSY antes de su salida de YG Entertainment el 15 de mayo de 2018.

## Antecedentes
El 1 de mayo, YG Entertainment anunció oficialmente que PSY regresaría con un póster inédito de su nuevo disco, junto con el título del mismo. Del 4 al 7 de mayo, la lista de canciones fue lanzada, revelando el sencillo y los artistas invitados, incluyendo a G-Dragon y Taeyang de Big Bang, B.I y Bobby de iKON, Zico, Tablo, Lee Sung-kyung y Park Jin-young como productor. Un día antes del lanzamiento del álbum, se desvelaron imágenes ilustrativas de cada canción.

## Canciones
La mayoría de las canciones fueron escritas y compuestas por artistas de YG Entertainment, a diferencia de su último álbum, Chiljip Psy-da, que no contó con ningún artista de YG. PSY declaró en una entrevista que quería sangre joven para el álbum y no quería que sonara anticuado, por lo que trabajó con BI, quien cocompuso tres canciones del disco. Taeyang aparece en «Love», BI y Bobby de iKON en «Bomb», y la actriz Lee Sung-kyung en «Last Scene». Tablo participó en la escritura de la letra y aparece en «Auto Reverse» con B.I, G-Dragon participó en la escritura de la letra y aparece en «Fact Assault», que se destaca por tener blasfemias, PSY declaró «esta canción tiene tantas blasfemias, y ni siquiera espero que apruebe la calificación de censura».

## Vídeos musicales
El actor Lee Byung-hun aparece en el videoclip de «I Luv It», mientras que Son Na-eun protagoniza el vídeo de «New Face». Ambos vídeos obtuvieron en conjunto 8 millones de visitas 14 horas después de su lanzamiento.
El 1 de enero de 2018, «New Face» sobrepasó las 100 millones de visualizaciones.

## Promoción
PSY interpretó las canciones de su álbum por primera vez en el programa Inkigayo de SBS el 14 de mayo y en Fantastic Duo 2. También promocionó su regreso en los programas Knowing Bros de JTBC y Radio Star de MBC.

## Lista de canciones
| N.º | Título                      | Letras                     | Música                                    | Arreglo                    | Duración |  |
| 1.  | «I Luv It»                  | PSY, Zico                  | PSY, Zico, Yoo Gun-hyung, Pop Time        | Yoo Gun-hyung              | 3:09     |  |
| 2.  | «New Face»                  | PSY                        | PSY, Yoo Gun-hyung                        | Yoo Gun-hyung              | 3:10     |  |
| 3.  | «Last Scene»                | PSY, B.I                   | PSY, Kim Do-hoon                          | Yoo Gun-hyung, Kim Do-hoon | 4:11     |  |
| 4.  | «Love»                      | PSY, Yoo Gun-hyung         | PSY, Yoo Gun-hyung                        | Yoo Gun-hyung              | 3:39     |  |
| 5.  | «Bomb»                      | J.Y. Park, PSY, B.I, Bobby | J.Y. Park, PSY, Yoo Gun-hyung, B.I, Bobby | J.Y. Park, Yoo Gun-hyung   | 2:53     |  |
| 6.  | «We Are Young»              | PSY, Kush                  | PSY, Kush, Seo Won-jin                    | Seo Won-jin                | 4:01     |  |
| 7.  | «Fact Assault»              | PSY, G-Dragon              | PSY, Yoo Gun-hyung                        | Yoo Gun-hyung              | 2:58     |  |
| 8.  | «Rock Will Never Die»       | PSY, Yoo Gun-hyung         | PSY, Yoo Gun-hyung                        | Yoo Gun-hyung              | 3:03     |  |
| 9.  | «Place to Lean On / Refuge» | PSY                        | PSY, Kush, Seo Won-jin, Baek Gyeongjin    | Seo Won-jin                | 4:34     |  |
| 10. | «Auto Reverse»              | PSY, Tablo, B.I            | PSY, Yoo Gun-hyung                        | Yoo Gun-hyung              | 3:48     |  |

## Historial de lanzamiento
| Región        | Fecha              | Discográfica                  | Formato(s)       | Ref.   |
| ------------- | ------------------ | ----------------------------- | ---------------- | ------ |
| Mundo         | 10 de mayo de 2017 | YG Entertainment              | Descarga digital | [ 1 ]  |
| Corea del Sur | 15 de mayo de 2017 | YG Entertainment, Genie Music | CD, descarga     | [ 16 ] |